# Mettmann
Mettmann ist die Kreisstadt des Kreises Mettmann im nordrhein-westfälischen Regierungsbezirk Düsseldorf.
Die Stadt liegt im Niederbergischen Land und blickt auf eine über 1100-jährige Geschichte zurück. Überregional ist Mettmann durch das weltberühmte Neandertal bekannt und trägt daher den Beinamen Neanderthal-Stadt.
Als Teil der Metropolregion Rhein-Ruhr gehört Mettmann zu einem Verdichtungsraum mit über zehn Millionen Einwohnern.

## Geographie

### Geographische Lage
Mettmann liegt etwa 15 km östlich von Düsseldorf auf den ersten Höhen des rheinischen Schiefergebirges, den Mettmanner Lößterrassen. Historisch, geographisch und nach heutigem Regionalbewusstsein zählt die Stadt zum Bergischen Land. Der niedrigste Punkt im Stadtgebiet mit 75 m ü. NN befindet sich im Neandertal im Bereich des Museums, der höchste an der Stadtgrenze zu Wülfrath (203 m ü. NN, Kreuzung Meiersberger Str./Mettmanner Str.). Daraus ergibt sich ein Höhenunterschied von 128 Metern innerhalb des Stadtgebietes.
Die bergische Großstadt Wuppertal liegt rund 10 Kilometer östlich von Mettmann, die Ruhrgebietsmetropole Essen ist in nördlicher Richtung etwa 20 Kilometer entfernt, und die Millionenstadt Köln liegt rund 30 Kilometer südlich der Stadt Mettmann. Mit einer Bevölkerungsdichte von 911 Einwohnern pro km² ist Mettmann nach der Nachbarstadt Wülfrath die am zweitdünnsten besiedelte Stadt des Kreises Mettmann.
Von Wülfrath kommend, fließt die Düssel im Bereich des Neandertals durch Mettmanner Stadtgebiet und markiert auf einigen Kilometern die Grenze zu den Nachbarstädten Haan und Erkrath.

### Stadtgliederung
Das Stadtgebiet Mettmanns besteht zum größten Teil aus der Kernstadt mit dem dicht besiedelten Stadtzentrum, der historischen Oberstadt und den umliegenden Wohngebieten. Im Osten schließt sich das Gewerbe- und Industriegebiet Zur Gau an, im Westen befindet sich direkt an der B 7 das Gewerbegebiet Neanderpark. Nordwestlich des Stadtzentrums liegt der Stadtteil Metzkausen, der 1975 eingemeindet wurde. Etwa vier Kilometer nördlich des Stadtzentrums liegt der Stadtteil Obschwarzbach. Das Umland Mettmanns ist geprägt von landwirtschaftlichen Flächen mit zahlreichen Bauern- und Gutshöfen.

### Raumplanung
Im Landesentwicklungsplan Nordrhein-Westfalen ist Mettmann, wie auch die übrigen Städte des Kreises Mettmann, als Mittelzentrum ausgewiesen.

### Nachbargemeinden
Die Stadt grenzt im Westen an die Landeshauptstadt Düsseldorf. Es folgen im Uhrzeigersinn die Städte Ratingen, Wülfrath, Wuppertal, Haan und Erkrath.
| Ratingen 10 km   |                                             | Wülfrath 5 km   |
| Düsseldorf 15 km | Kompassrose, die auf Nachbargemeinden zeigt | Wuppertal 12 km |
| Erkrath 5 km     |                                             | Haan 7 km       |

### Klima
Mettmann liegt in der gemäßigten Klimazone. Durch die Lage am Rand der Niederrheinischen Tiefebene ist das Klima ozeanisch geprägt. Westwinde tragen oft feuchte Luftmassen heran. Daher sind die Winter in der Regel verhältnismäßig mild, die Sommer mäßig warm und feucht. Der wärmste Monat ist mit 18,0 °C Durchschnittstemperatur der Juli, am kältesten ist es mit durchschnittlich 1,5 °C im Januar. Die Jahresdurchschnittstemperatur beträgt 9,7 °C. Die Niederschläge verteilen sich gleichmäßig über das ganze Jahr mit einem Maximum im Juni (88 Millimeter) und einem Minimum im Februar (55 Millimeter). Pro Jahr fallen im Durchschnitt 856 Millimeter Niederschlag.
|                        | Jan  | Feb  | Mär | Apr  | Mai  | Jun  | Jul  | Aug  | Sep  | Okt  | Nov | Dez |   |      |
| Mittl. Temperatur (°C) | 1,5  | 2,1  | 5,4 | 8,9  | 13,2 | 16,2 | 18,0 | 17,6 | 14,6 | 10,2 | 5,7 | 2,7 | ⌀ | 9,7  |
| Mittl. Tagesmax. (°C)  | 4,0  | 5,0  | 9,3 | 13,6 | 18,3 | 21,3 | 22,8 | 22,5 | 19,2 | 14,0 | 8,4 | 5,1 | ⌀ | 13,7 |
| Mittl. Tagesmin. (°C)  | −1,0 | −0,8 | 1,6 | 4,3  | 8,1  | 11,1 | 13,2 | 12,8 | 10,1 | 6,5  | 3,1 | 0,4 | ⌀ | 5,8  |
|                        |      |      |     |      |      |      |      |      |      |      |     |     |   |      |
| Niederschlag (mm)      | 72   | 55   | 65  | 58   | 72   | 88   | 82   | 78   | 68   | 66   | 71  | 81  | Σ | 856  |

| −1,0 |

| −0,8 |

| 1,6 |

| 4,3 |

| 8,1 |

| 11,1 |

| 13,2 |

| 12,8 |

| 10,1 |

| 6,5 |

| 3,1 |

| 0,4 |

| −1,0 |

| −0,8 |

| 1,6 |

| 4,3 |

| 8,1 |

| 11,1 |

| 13,2 |

| 12,8 |

| 10,1 |

| 6,5 |

| 3,1 |

| 0,4 |

## Geschichte

### Ur- und Frühgeschichte
Im Jahr 1856 wurden im Neandertal Knochen des Homo neanderthalensis – des Neanderthalers – gefunden. Dieser soll vor etwa 40.000 Jahren in der Region rund um die heutige Stadt Mettmann gelebt haben.

### Mittelalter
Der Name „Mettmann“ kommt aus dem Altdeutschen, von „Medaman-aha“, was so viel wie „Am mitteleren Bach“ bedeutet. Die erste urkundliche Erwähnung der Siedlung erfolgte im Jahr 904 als „Medamana“. In einer Urkunde von König Ludwig dem Kind werden dem Kloster Kaiserswerth diverse bereits früher übertragene Kaiserhöfe am Niederrhein bestätigt. Einer der angeführten Höfe ist ein Kaiserhof im Gebiet von Mettmann. Diesen Hof erhielt später (1248) Graf Adolf II. von Berg zusammen mit einem Königshof in Rath vom deutschen König Wilhelm von Holland geschenkt.
In einer weiteren Urkunde von 1072 schenkte König Heinrich IV. der Collegiatskirche in Kaiserswerth diverse „villare“ im westlichen Bereich zwischen Wupper und Ruhr. Eine der angeführten Siedlungen, in dem die Gehöfte lagen, war Mettmann. Im 12. Jahrhundert lag wie später unter den Herzögen von Berg vermutlich bereits ein Gericht der Herrschaft Hardenberg in Mettmann. Zu dieser Zeit hatte das Kloster Kaiserswerth unverändert zehntpflichtiges Eigentum in Mettmann, da Erzbischof Adolf von Köln dies dem Kloster erneut geschenkt hatte.
Im Jahre 1363 war Mettmann Sitz der Amtsverwaltung eines von acht Ämtern im Bergischen Land, es sind die acht Ämter, die in der Urkunde zur Übertragung des Landes Blankenberg an Berg genannt sind. Spätestens im 13./14. Jahrhundert erhielt der Ort eine eigene Stadtmauer, die bis in die Zeit des Dreißigjährigen Krieges bestand. Teile der Stadtmauer sind bis heute an verschiedenen Stellen in der Innenstadt sichtbar. Im August 1424 erhob Herzog Adolf VII. Mettmann mit der zugehörigen Honschaft zu einer Freiheit. Dies war durch die neu erworbenen Rechte mit erheblichen Steuer- und Marktprivilegien verbunden, die dem Ort zu wirtschaftlicher Blüte verhalfen.

### Neuzeit
Aus einer Steueraufstellung von 1624 ist ersichtlich, dass das Amt Mettmann zu dieser Zeit relativ wohlhabend war. Das Steueraufkommen betrug 827 Reichsthaler/Jahr. Hierin enthalten waren 80 Reichsthaler von der „Freiheit Mettmann“. Zum Vergleich: das Steueraufkommen der bergischen Metropole Düsseldorf lag bei nur 348 Reichsthaler.
1806 kam das Herzogtum Berg und mit ihm auch das Amt Mettmann unter Napoleon zum Großherzogtum Berg. Mettmann war einer der sechs Kantone im Arrondissement Düsseldorf. Im Amt Mettmann lebten zu dieser Zeit laut einer Volkszählung von 1804 9484 Personen. 4664 davon waren Katholiken, 4065 Reformierte, 716 Lutheraner, elf Juden und 28 Sonstige. Von den größeren Höfen waren neun Rittergüter.
Nach Ende der Franzosenzeit in Deutschland wurde ab 1815 das Großherzogtum und damit Mettmann ein Teil von Preußen. Der Kreis Mettmann, bestehend aus den fünf Bürgermeistereien Haan, Hardenberg, Mettmann, Velbert und Wülfrath, entstand. Seit 1846 bildete die Bürgermeisterei Mettmann eine Gemeinde gemäß der Gemeinde-Ordnung für die Rheinprovinz vom 23. Juli 1845. Am 23. Oktober 1856 wurde der Gemeinde Mettmann von König Friedrich-Wilhelm IV. von Preußen die Rheinische Städteordnung und damit das Stadtrecht verliehen.

### Ab 20. Jahrhundert
Nach der Machtübertragung an die Nationalsozialisten im Jahr 1933 diente die Villa Koburg der SA als Sammelstelle und Folterkeller für Verhaftete aus dem Kreis Mettmann. Zum Gedenken an die vielen getöteten und misshandelten Opfer befindet sich am zentralen Lavalplatz in Mettmann ein Denkmal.
Am 29. März 1943 stürzte ein Wellington-Bomber der Royal Air Force in Metzkausen ab. Er hatte das Kennzeichen X3814 und war in dieser Nacht an einem Angriff auf Bochum beteiligt. Die fünf Besatzungsmitglieder, vier Kanadier und ein Engländer, kamen dabei ums Leben. Ehrenamtliche Mitarbeiter des LVR-Amtes für Bodendenkmalpflege fanden Teile des Bombers im Bereich des Golfplatzes.
Acht Monate später, am 3. Dezember 1943, stürzte ein britischer Halifax-Bomber mit dem Kennzeichen HR876 nach Flakbeschuss am Gut Benninghof ab. Der Bomber befand sich auf dem Rückflug von einem Angriff auf Berlin. Die siebenköpfige Besatzung, die aus zwei Kanadiern und fünf Briten bestand, wurde auf dem Düsseldorfer Nordfriedhof beerdigt und später umgebettet. Die letzte Ruhestätte fanden sie auf dem Ehrenfriedhof im Klever Reichswald. Im Jahre 2014 haben ehrenamtliche Mitarbeiter des LVR-Amtes für Bodendenkmalpflege Teile des Bombers geborgen.
Im Laufe der Jahre wechselte der Sitz des Landkreises mehrfach. Neben den Städten Elberfeld und Vohwinkel (heute Teile Wuppertals) war vor allem Düsseldorf lange Zeit Sitz der Kreisverwaltung. Nachdem Mettmann den Zweiten Weltkrieg weitgehend ohne gravierende sichtbare Spuren überstanden hatte, ging der Sitz der Kreisverwaltung 1954 an die Stadt zurück.
In den an die Stadt Wülfrath angrenzenden Ortsteilen Niederschwarzbach und Obschwarzbach schufen sich nach 1945 bevorzugt deutsche Kriegsflüchtlinge und Spätaussiedler eine neue Heimat. Dadurch verschmolzen beide Orte in den 1960er Jahren zu einer größeren geschlossenen Wohnsiedlung.
Ab den 1960er Jahren wurde die mittelalterliche Innenstadt großflächig umgebaut. Vor allem in den Gebieten rund um den heutigen Jubiläumsplatz und die Straße Am Königshof wurden zahlreiche Wohnhäuser, Fabrikgebäude und historisch bedeutsame Bauwerke abgerissen. Darunter waren das 1284 erbaute „Steinenhaus“ des Ritters Ludewig von Medemen und der „Königshof“ aus dem 10. Jahrhundert. Die alten Häuser wurden durch größere Neubauten ersetzt. Trotzdem gelang es, Teile der historischen Altstadt zu erhalten. Bis heute ist der mittelalterliche Häuserring rund um die Katholische Kirche St. Lambertus in der Oberstadt erhalten, weitere Fachwerk- und Schieferhäuser säumen das Stadtbild.
Zur Stadt Mettmann gehört seit dem 1. Januar 1975 Metzkausen, das bis dahin als Sitz der Amtsverwaltung zum Amt Hubbelrath gehörte, das im Zuge der kommunalen Neuordnung zu diesem Tag aufgelöst wurde.
Im Jahr 2004 feierte die Stadt Mettmann ihr 1100-jähriges Bestehen und zählt somit zu den ältesten Gemeinden im Bergischen Land.
Seit 2010 wird die Innenstadt erneut umgebaut und saniert. Aus dem ehemaligen Karstadt-Warenhaus wurde mit der Königshof-Galerie ein modernes Einkaufszentrum. An der Straße Am Königshof entstanden auf dem Gelände der früheren Grundschule Schulstraße neue Wohn- und Geschäftshäuser und bilden heute das Königshof-Karree. Zudem wird in der Innenstadt der Bodenbelag modernisiert und das Stadtbild durch moderne stadtgestalterische Elemente aufgewertet. Mit der sogenannten „Netztrennung“ wurden von 2017 bis 2018 die Breite Straße und die untere Johannes-Flintrop-Straße für den Durchgangsverkehr gesperrt und in fußgängerfreundliche Spielstraßen umgebaut. Über zwei neu gebaute Umgehungsstraßen soll der Verkehr um die Innenstadt herumgeführt und die Aufenthaltsqualität im Stadtkern verbessert werden.

### Bevölkerungsentwicklung
| Jahr | Einwohner |
| ---- | --------- |
| 1985 | 35.982    |
| 1990 | 38.998    |
| 1995 | 38.812    |
| 2000 | 38.708    |
| 2005 | 39.670    |
| 2010 | 39.300    |
| 2015 | 38.291    |

| Jahr | Einwohner |
| ---- | --------- |
| 2016 | 38.734    |
| 2017 | 38.789    |
| 2018 | 38.829    |
| 2019 | 38.919    |
| 2022 | 39.814    |

## Politik

### Rat der Stadt
- CDU: 18
- Grüne: 13
- SPD: 9
- FDP: 7
- AfD: 3
- Zur Sache! ME: 3
- Wählergem. ME: 3
- MUT: 2

Nach der Kommunalwahl am 13. September 2020 setzt sich der Stadtrat wie folgt zusammen:
| Partei/Liste                 | Sitze   |
| ---------------------------- | ------- |
| CDU                          | 18 (−2) |
| Grüne                        | 13 (+8) |
| SPD                          | 09 (−3) |
| FDP                          | 07 (+3) |
| AfD                          | 03 (±0) |
| Zur Sache! ME*               | 3 (+3)  |
| Wählergemeinschaft Mettmann* | 3 (+3)  |
| MUT**                        | 2 (+2)  |

*Im Januar 2021 verließen drei Ratsmitglieder die Fraktion Zur Sache! ME und gründeten die Wählergemeinschaft Mettmann, welche seither als Fraktion mit drei Mitgliedern im Rat der Stadt vertreten ist.
**Im Oktober 2022 löste sich die Fraktion Die Linke im Stadtrat auf. Die Abgeordneten gründeten die Fraktion MUT (Mettmann.Unabhängig.Transparent).

### Bürgermeister
- 1811–1816: Johann Wilhelm Haugh
- 1816–1830: Peter Wilhelm Feldhoff
- 1831–1839: Friedrich Wilhelm Bartsch
- 1839–1844: Christian Bacciocco
- 1844–1865: Heinrich von Rosenthal
- 1865–1896: Albert Koennecke
- 1896–1920: Albert Robert Conradi
- 1920–1945: Arthur Lemke
- 1945–1946: nicht besetzt
- 1946–1951: Richard Benninghoven
- 1951–1952: Karl Felder (CDU)
- 1952–1956: Wilhelm Rosendahl (CDU)
- 1956–1961: Karl-Heinz Lünenstraß (SPD)
- 1961–1964: Wilhelm Voß (CDU)
- 1965–1975: Erich Sommer (SPD)
- 1975–1994: Ingrid Siebeke (CDU)
- 1994–1999: Ottokar Iven (CDU)
- 1999–2009: Bodo Nowodworski (parteilos)
- 2009–2015: Bernd Günther (CDU)
- 2015–2020: Thomas Dinkelmann (parteilos)
- seit 2020: Sandra Pietschmann (parteilos)

2009 wurde der Bürgermeister für eine Amtszeit von sechs Jahren gewählt.

### Partnerstädte, Patenschaften und Freundschaften
Partnerstadt:
- Laval, Stadt in Nordwest-Frankreich

Zusammenarbeit:
- San Felice Circeo, Gemeinde in Mittelitalien, ein Fundort von Überresten des Neandertalers

Patenschaft:
- Osjorsk (Angerapp/Darkehmen), Stadt in West-Russland

Freundschaften:
- Markranstädt, Sachsen
- Goražde, Stadt im Osten von Bosnien-Herzegowina
- Żnin, Stadt in Polen

Namenspatenschaft:
- Ein Flugzeug der Lufthansa vom Typ Bombardier Canadair Regional Jet trägt seit 2006 den Namen der Stadt

### Wappen, Flagge und Logo
Die Kreisstadt Mettmann führt ein Stadtwappen, eine Flagge, ein Dienstsiegel sowie ein Signet (Logo).

Wappen
Flagge
Signet bis 2018

#### Wappen
Blasonierung: „In Blau zwei durch einen Torbau mit goldenem (gelbem) Tor verbundene goldene (gelbe) Kirchen, die rechte mit Spitzdach, die linke mit Doppelzwiebel, auf den mit schwarzen Wetterhähnen bekrönten Türmen; dazwischen schwebend eine goldene (gelbe) Krone, ein waagerechtes goldenes (gelbes) Zepter und eine goldene (gelbe) Zunftlade.“
Im Gegensatz zum Kreiswappen und den Wappen der meisten Städte im Bergischen Land fehlt der Bergische Löwe im Wappen der Kreisstadt. Stattdessen zeigt sie die durch ein Stadttor miteinander verbundene Evangelische Kirche und die Katholische Lambertuskirche sowie eine Krone, ein Zepter und eine Zunftlade zwischen beiden Kirchtürmen. Das Wappen entstammt einem Zunftabzeichen der „Fabricanten und Handwerker der Freiheit Mettmann“ von 1778. Es wurde Stadtwappen vom 19. Jahrhundert bis 1938 und erneut seit 1946. 1966 wurde es geringfügig in die heutige Form verändert.

#### Flagge
„Die Farben der Kreisstadt sind blauweiß.“
Beschreibung der Flagge: „Die Stadtflagge führt die Farben blau-weiß-blau quergestreift, im Verhältnis 1:5:1 mit dem Stadtwappen in der Mitte des weißen Feldes.“

## Kultur und Sehenswürdigkeiten

### Kultur

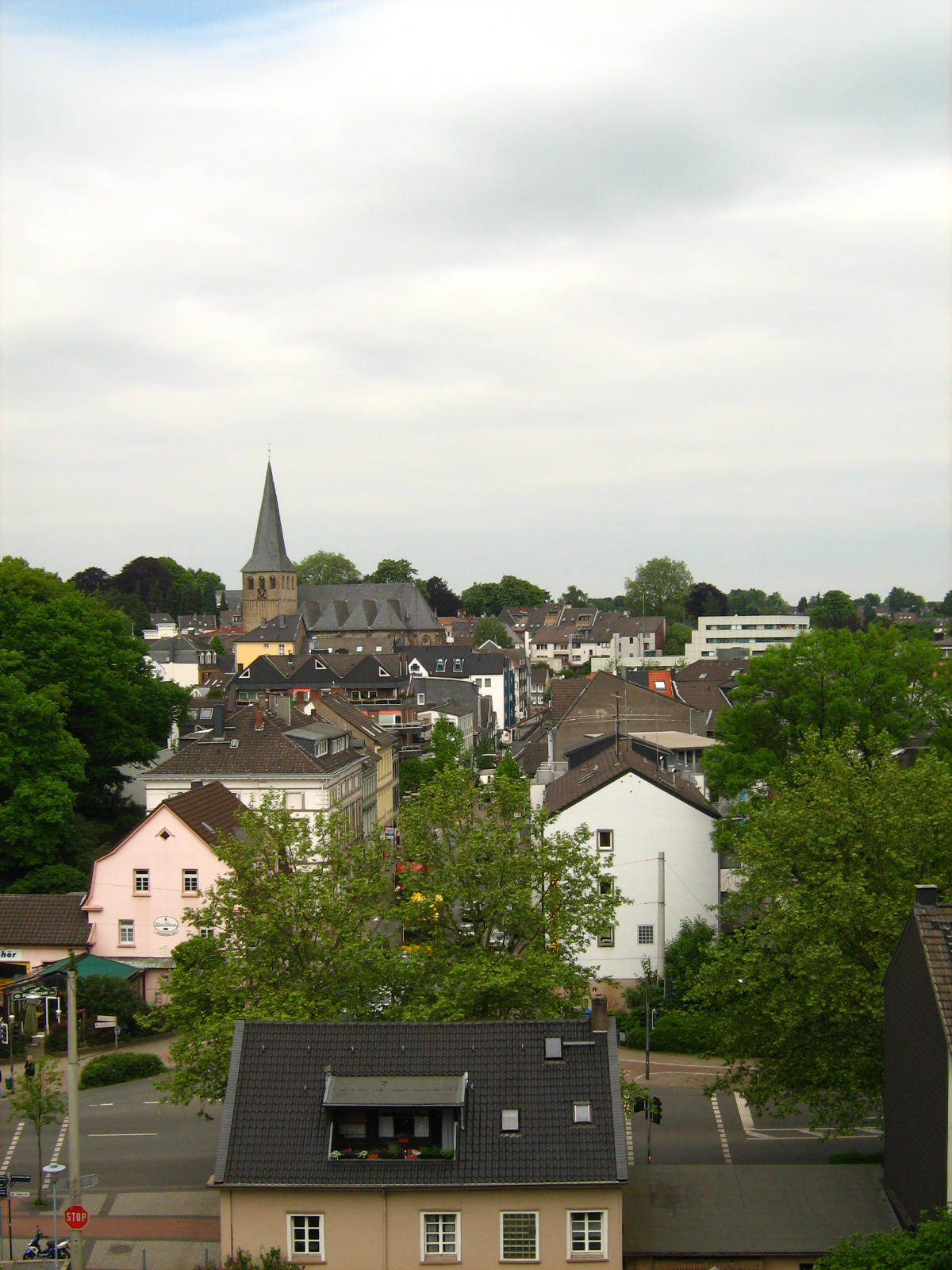
Stadtansicht mit kath. St.-Lambertus-Kirche

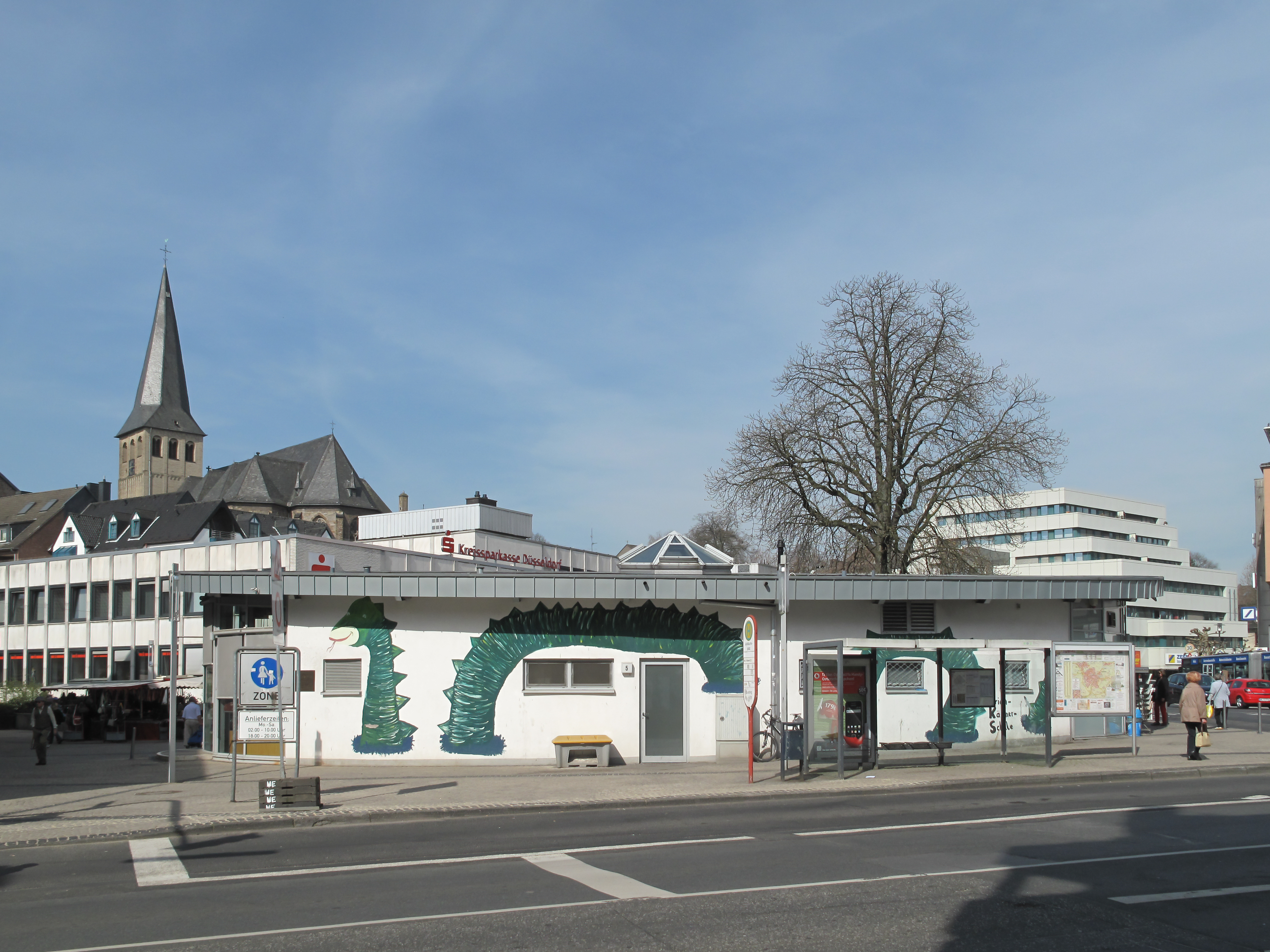
Mettmann, Johannes-Flintrop-Straße mit Kirchturm

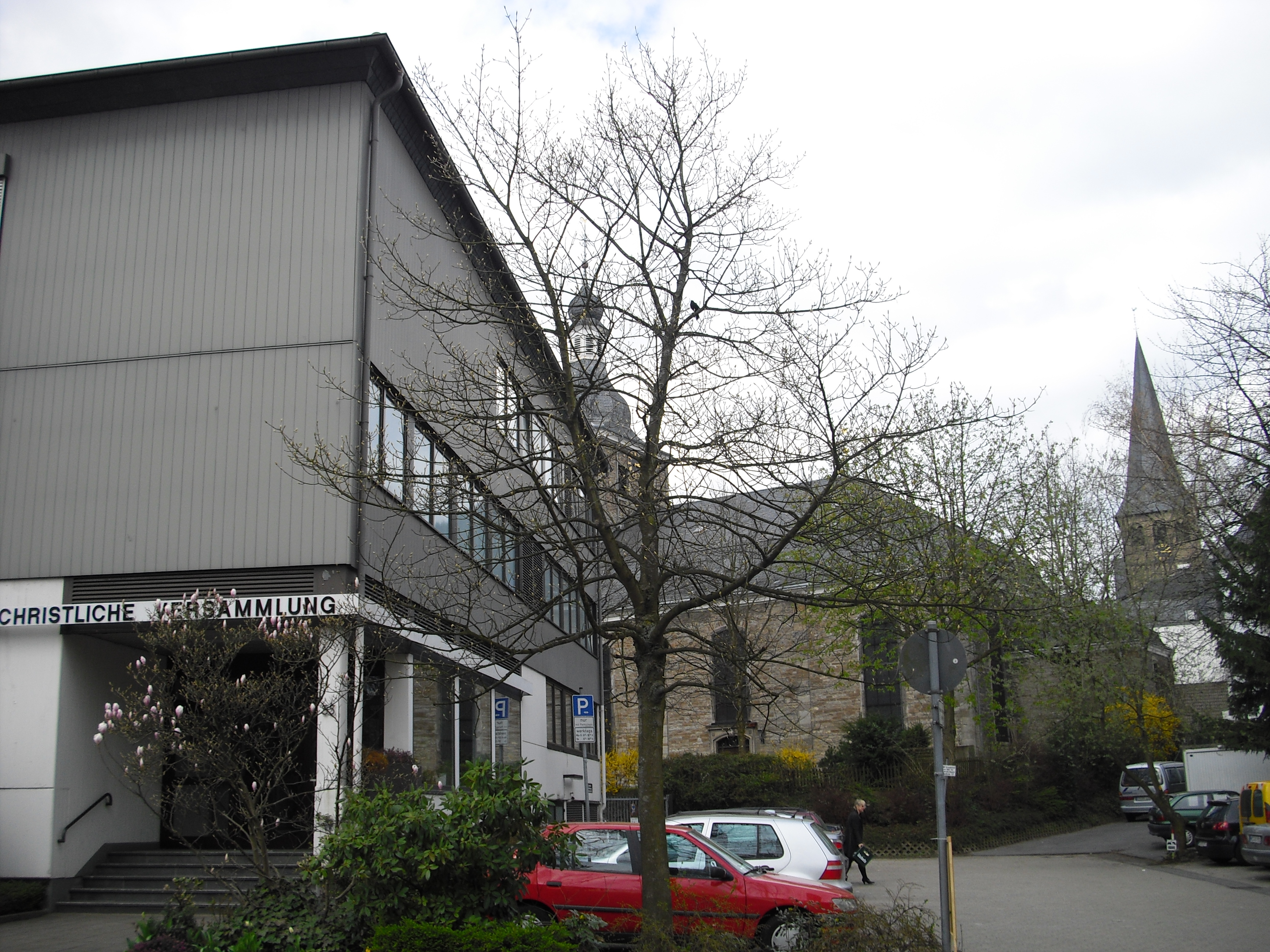
Kirchenensemble: Christliche Versammlung, ev. Kirche, kath. Kirche

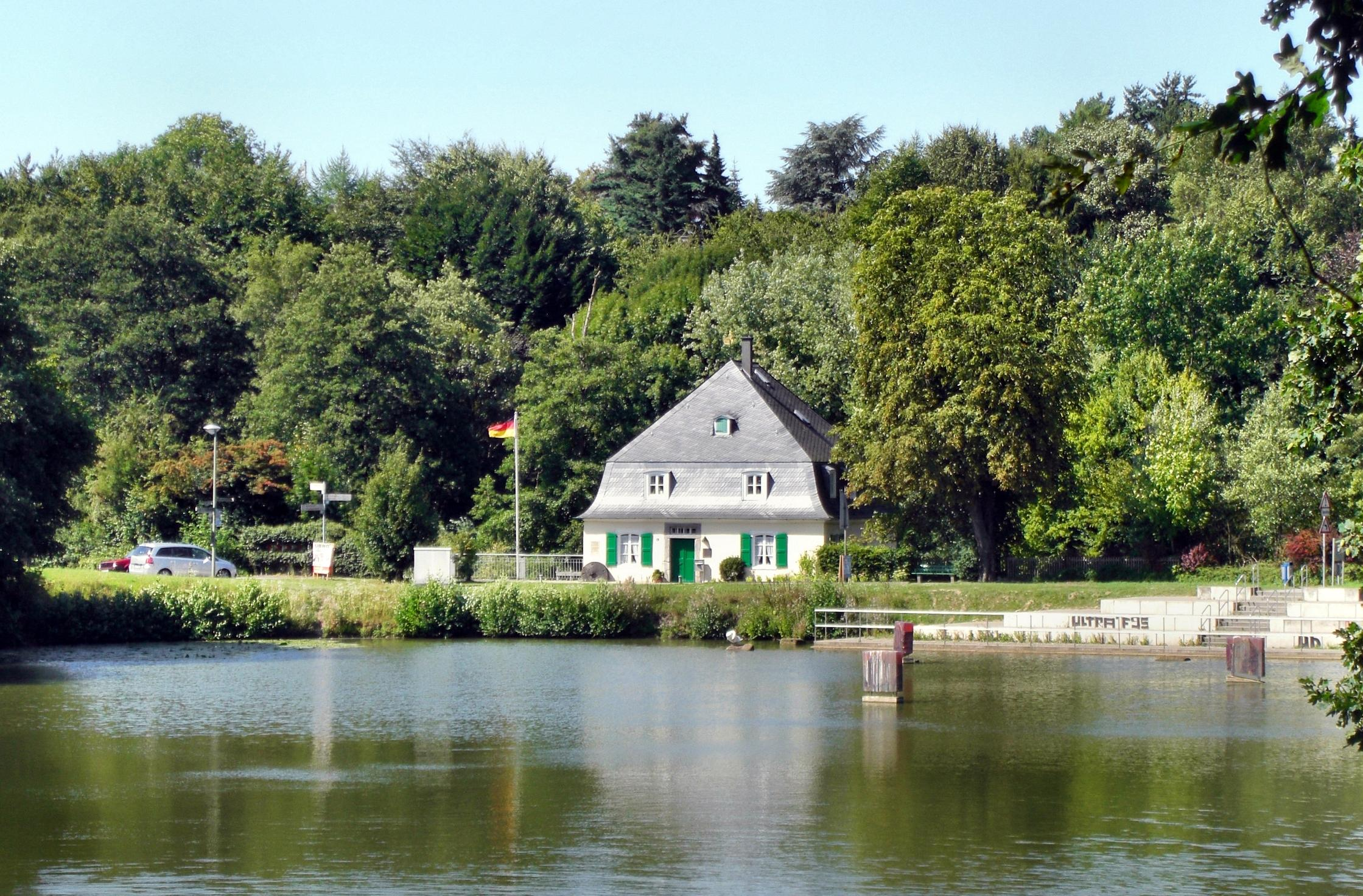
Goldberger Mühle am Goldberger Teich

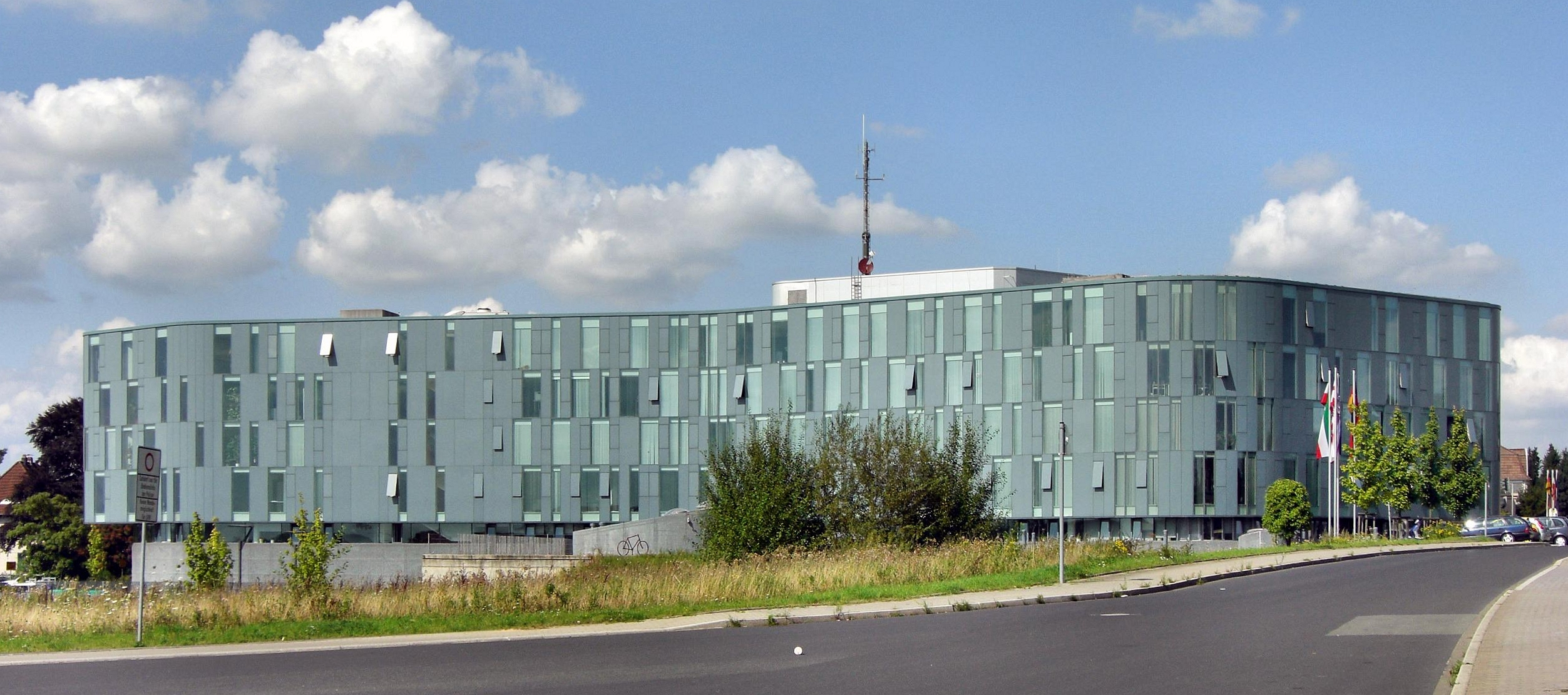
Sitz der Kreispolizeibehörde Mettmann

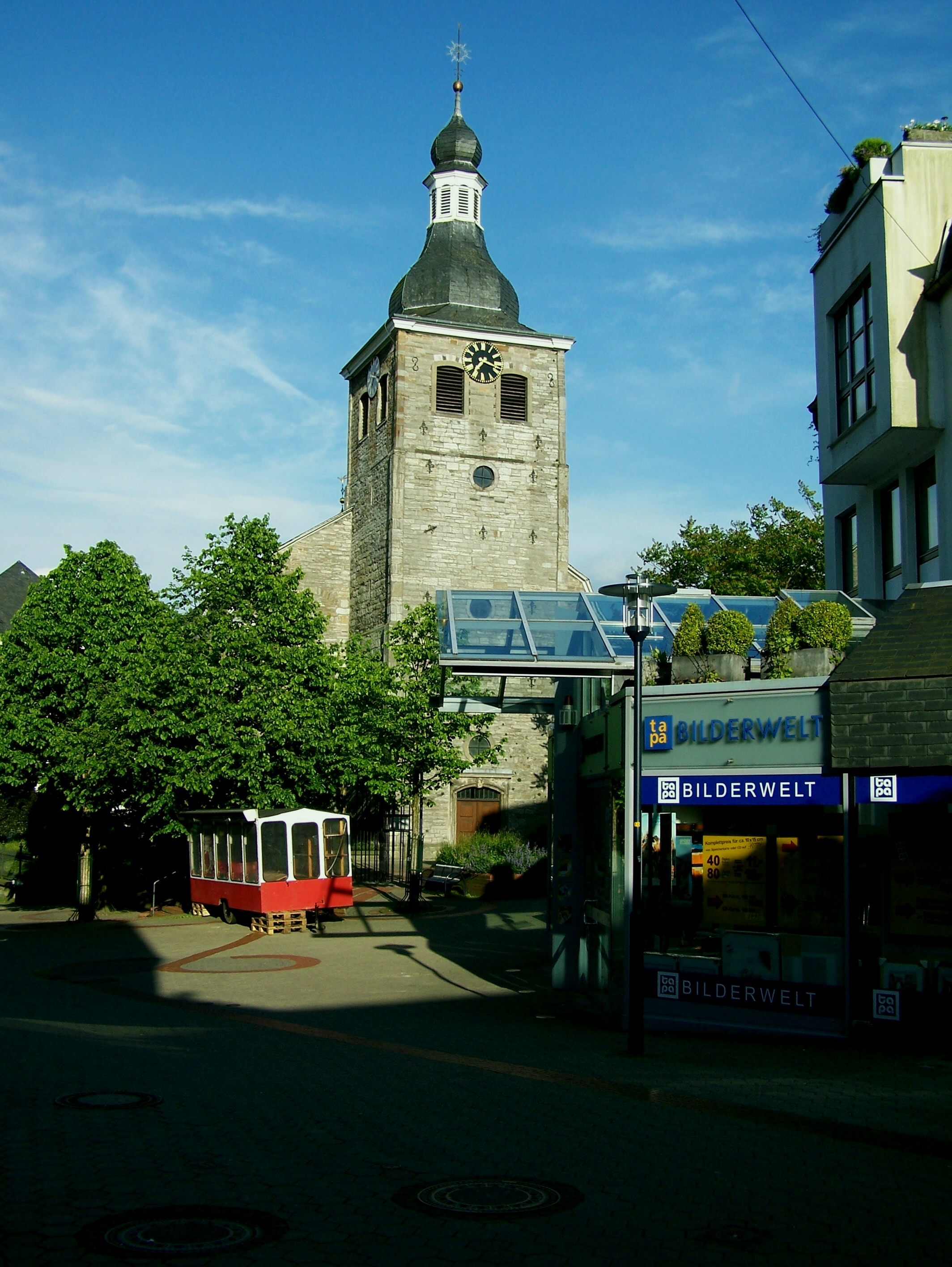
Evangelische Kirche Freiheitstraße

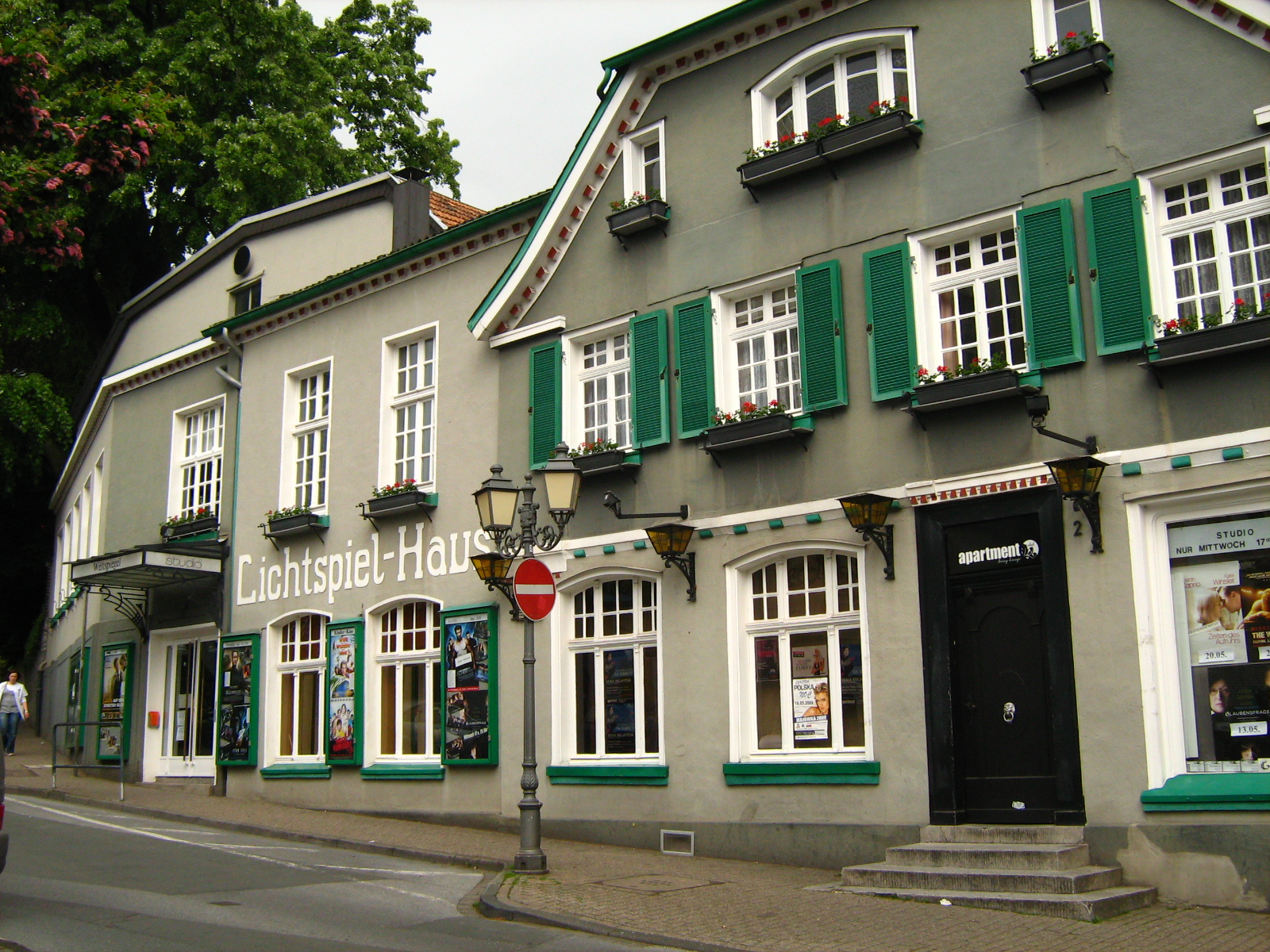
Das Weltspiegel-Kinocenter

Mit dem Weltspiegel Kino ist Mettmann Standort des ältesten noch existierenden Kinos in Deutschland. Die Stadt ist zudem Sitz des für den Kreis Mettmann sendenden Lokalradios Radio Neandertal. Bekanntheit erlangte Mettmann auch durch den im Januar 2004 erschienenen Kinofilm Samba in Mettmann von und mit Hape Kerkeling. 2019 wurde die zweite Staffel der Reality-Show Get the F*ck out of my House in Mettmann gedreht.
Kulturelles Zentrum der Stadt ist die Neandertalhalle. Hier finden regelmäßig Veranstaltungen statt. Im selben Gebäude ist auch die Stadtbibliothek mit einem Angebot von über 20.000 Medien untergebracht.
Ein seit 1861 bestehender Verein ist der Gesellschaft Verein zu Mettmann, eine klassische Sozietät.

### Regelmäßige Veranstaltungen
- Alljährlich an einem Sonntag Im Frühsommer findet in der Innenstadt die „Mettmanner Kunstmeile“ statt. Hier haben lokale und regionale Künstler die Möglichkeit, ihre Arbeiten zu präsentieren und Kontakte zu knüpfen.
- An einem Sonntag im August steigt das jährliche Heimatfest rund um den historischen Marktplatz mit anschließendem Trödelmarkt.
- In der Vorweihnachtszeit wird auf dem Marktplatz der rund 2 Wochen dauernde „Blotschenmarkt“ veranstaltet (von „Blotschen“, mundartlich für Holzschuh).

### Neandertal
Das Neandertal (auch Neanderthal) gehört teilweise zu Mettmann. Es ist nach dem evangelischen Liederdichter Joachim Neander benannt, der dort regelmäßig Gottesdienste im Freien abhielt und die Natur als Inspiration für seine Lieder nutzte. Hier wurden beim Kalksteinabbau die Überreste des nach seinem Fundort Neandertal 1 benannten Neandertalers gefunden.
Mit dem Neanderthal Museum, das den berühmten Fund und die menschliche Urgeschichte thematisiert, liegt ein überregional bekanntes und international anerkanntes und bedeutsames Museum in Mettmann.

### Weitere Sehenswürdigkeiten
- Historische Altstadt mit dem Marktplatz und den typisch bergischen Häusern mit schwarzer Schieferverkleidung und den meist grünen Schlagläden
- Die katholische St.-Lambertus-Kirche
- Die ehemals reformierte evangelische Kirche aus grauen Feldsteinen
- Die restaurierte Wassermühle am Goldberger Teich
- Das Stadtgeschichtshaus in der alten Bürgermeisterei im Haus Mittelstraße 10
- Die katholische Kirche St. Judas Thaddäus von 1907 im Ortsteil Obschwarzbach
- Erinneringe, Skulptur

Bis 2012 war in der Mettmanner Innenstadt eine historische Straßenbahn der Kreis Mettmanner Straßenbahn zur Besichtigung aufgestellt. Der Wagen soll nach Abschluss des Innenstadt-Umbaus erneut im Stadtzentrum aufgestellt werden.

### Religion

#### Historische Entwicklung
Bereits zu Beginn des Hochmittelalters liegen Informationen über das Christentum im Bereich Mettmann vor. Das damals gebildete Kirchspiel Mettmann gehörte zu dieser Zeit zum „Decania Nussiensis“ (Neuss). In einer Urkunde von 1198 wird sowohl der Pfarrer als auch eine Kirche in Mettmann angeführt. Zum im 14. Jahrhundert gebildeten bergischen Amt Mettmann gehörten neben dem Kirchspiel Mettmann auch die Kirchspiele Gerresheim mit Hubbelrath, Erkrath mit Eller und Wülfrath.
Bereits Mitte des 16. Jahrhunderts konnten die Protestanten unter dem Kaplan Dietmar Heiß eine reformierte Gemeinde in Mettmann bilden, zu der 1546 der überwiegende Anteil der Bevölkerung gehörte. Auch für die Lutheraner waren Anhänger, wenn auch in deutlich geringerer Anzahl, nachweisbar. 1672 war für diese unter dem Prediger Johann Polus eine kleine Gemeinde in Mettmann vorhanden.
Ab den 1580er Jahren mussten die Protestanten ihre Gottesdienste in Privathäusern abhalten, da eine zunehmende Unterdrückung erfolgte, die in der Amtszeit des schwachsinnigen Herzogs Johann Wilhelm ihren ersten Höhepunkt erreichte. Um die 1610er Jahre wurde die Unterdrückung zwar für wenige Jahre ausgesetzt, verstärkte sich jedoch ab den 1620er Jahren bis zu einem offiziellen Verbot der evangelischen Lehre 1636 unter Pfalzgraf Wolfgang Wilhelm.
Letzterer war 1613 vom lutherischen zum katholischen Glauben übergetreten und versuchte in seinen Herrschaftsgebieten die Gegenreformation zum katholischen Glauben durchzusetzen. Erschwerend kam in dieser Zeit kriegerische Aktionen hinzu, die auch im Bereich von Mettmann zu Einquartierungen und Plünderungen der am Konflikt beteiligten Truppen führten.
Trotz der Unterdrückung konnten die Reformierten 1640 ein Gebäude für kirchliche Aktivitäten in Mettmann anmieten. 1646 wurde es gekauft, durfte aber nur sehr eingeschränkt benutzt werden. Trotz des Endes des Dreißigjährigen Krieges 1648 endete die Unterdrückung für die Protestanten in Herzogtum Berg nicht. Beispielsweise wurde die verarmte protestantische Gemeinde noch Anfang des 18. Jahrhunderts in Mettmann gezwungen, für den Wiederaufbau der eingestürzten katholischen Kirche Geld aufzubringen.
Bereits 1729 hatte die reformierte Gemeinde den Neubau einer Kirche beschlossen. Deren Grundsteinlegung konnte aus Geldmangel erst im April 1774 erfolgen und die Einweihung der neuen Kirche war am 14. Dezember 1780. Fast zur gleichen Zeit, am 16. November 1768 hatte auch die deutlich kleinere Gemeinde der Lutheraner ihre neue kleine Kirche eingeweiht. 1824 kam es zu einer Vereinigung der Reformierten und der Lutheraner zur evangelischen Gemeinde Mettmann. Zu diesem Zeitpunkt waren 2868 Personen reformiert und 750 Lutheraner. Nach der Vereinigung wurde 1826 die Kirche der Lutheraner verkauft. Zuerst wurde sie zum Rathaus und danach zum Amtsgericht umgebaut. Die Kirchengemeinde gehört zum Kirchenkreis Düsseldorf-Mettmann der Evangelischen Kirche im Rheinland (EKiR).
Im Jahr 1828 wurde in Mettmann die Rheinische Missionsgesellschaft gegründet. Sie existierte bis 1971 und ging in der Vereinten Evangelischen Mission auf.

#### Kirchengebäude und Gemeindehäuser in Mettmann
- Römisch-katholische Kirche, Pfarrei St. Lambertus Mettmann, unterhält folgende Kirchen:
  - St. Thomas Morus (Mettmann Nord/West)
  - St. Lambertus (Mettmann Stadtmitte/Pfarrkirche)[49]
  - Heilige Familie (Metzkausen)
  - St. Judas Thaddäus (Obschwarzbach)
- Evangelische Kirchengemeinde Mettmann, bestehend aus den Gottesdienststätten:
  - Evangelische Kirche Freiheitstraße
  - Evangelische Kirche Metzkausen
  - Kapelle Obschwarzbach
  - Kapelle des ev. Krankenhauses Mettmann
- Evangelisch-Freikirchliche Gemeinde (Baptisten), Bahnstraße 69
- Christliche Versammlung, Am Königshof
- Christlich-Freikirchliche Gemeinde, Auf dem Hüls
- Adventistengemeinde Mettmann-Neandertal
- Neuapostolische Kirche, Seminarstraße 5
- Internationale Evangelische Gemeinde Mettmann, Bergstraße 22
- Jehovas Zeugen, Versammlung Mettmann im Königreichssaal, Benninghofer Weg 21

## Wirtschaft und Infrastruktur

### Wirtschaft
Bereits im 19. Jahrhundert etablierte sich Mettmann als Standort für die Besteckindustrie. Vor allem Besteck der 1895 gegründeten Firma Seibel konnte sich über die Grenzen Deutschlands einen Namen machen. Heute führt die Firma Mono GmbH, ansässig im Gewerbegebiet Mettmann Ost, die Tradition fort.
Weitere bekannte Firmen mit Sitz in Mettmann sind der Tiefkühlkost-Hersteller und -Vertrieb Eismann Tiefkühl-Heimservice GmbH sowie das besonders durch seine Schuhpflegeprodukte bekannt gewordene Unternehmen Centralin. Das Unternehmen RHEWA stellt seit 1904 Produkte der industriellen Wägetechnik her. An der Bergstraße ist zudem das traditionsreiche Unternehmen Klotz Technics angesiedelt, welches Produkte aus den Bereichen Arbeitsschutz, Armaturen- und Schlauchtechnik vertreibt. Das 1895 gegründete Unternehmen Gust. Overhoff GmbH & Co. KG stellt an der Flurstraße Metallprodukte für den Bau-, Installations- und Bedachungssektor her. Mettmann ist auch Sitz des Verkehrsunternehmens Regiobahn GmbH, das die S-Bahn-Linie (S 28) betreibt. Die Musikfirma Takeover MGMT, die unter anderem die Künstler Kayef, T-Zon und Liont unter Vertrag hat, hat ihren Sitz an der Elberfelder Straße. Die am Steinesweg ansässige On Rail GmbH ist seit 1982 in der Eisenbahntechnik, der Vermietung, Ausrüstung und dem Umbau von Güterzügen tätig.
Das Unternehmen Fondium (bis 2018: Georg Fischer GmbH) produziert am Standort Mettmann seit 1907 Gussteile aus Kugelgraphitguss (Sphäroguss) für Personenwagen und Nutzfahrzeuge. Es ist damit das letzte metallverarbeitende Zulieferunternehmen für verschiedene Automobilhersteller, die vor Ort tätig ist. Fondium beschäftigt rund 1000 Mitarbeiter und hat zurzeit eine Versandmenge von ca. 190.000 Tonnen pro Jahr. Das Unternehmen ist der größte privatwirtschaftliche Arbeitgeber der Stadt. An der NTN-Straße in Mettmann-Ost befindet sich mit der NTN-Kugellagerfabrik GmbH ein Produktionsstandort der NTN Corporation.  An der Industriestraße ist zudem mit der ITW Dynatec GmbH eine Tochtergesellschaft des US-Konzerns ITW Inc. ansässig. Seit 2020 befindet sich der Firmensitz des Unternehmens Egeria an der Gold-Zack-Straße.
Zu Beginn des 21. Jahrhunderts verschwand ein überregional bekanntes Unternehmen aus der Mettmanner Firmenlandschaft. Das Wuppertaler Textilunternehmen Gold-Zack, das 1960 seinen Sitz nach Mettmann verlegte, war auf einem acht Hektar großen Werksgelände im Gewerbegebiet Mettmann-Ost ansässig. 1996 wurde die Gold-Zack-Werke AG in ein Aktien-Emissionshaus mit Schwerpunkt auf Nemax-Werten umgewandelt, während die Marke Gold-Zack an die Prym Group veräußert wurde. 2003 meldete die Gold-Zack-Werke AG Insolvenz an.

### Verkehr

#### Schienenverkehr

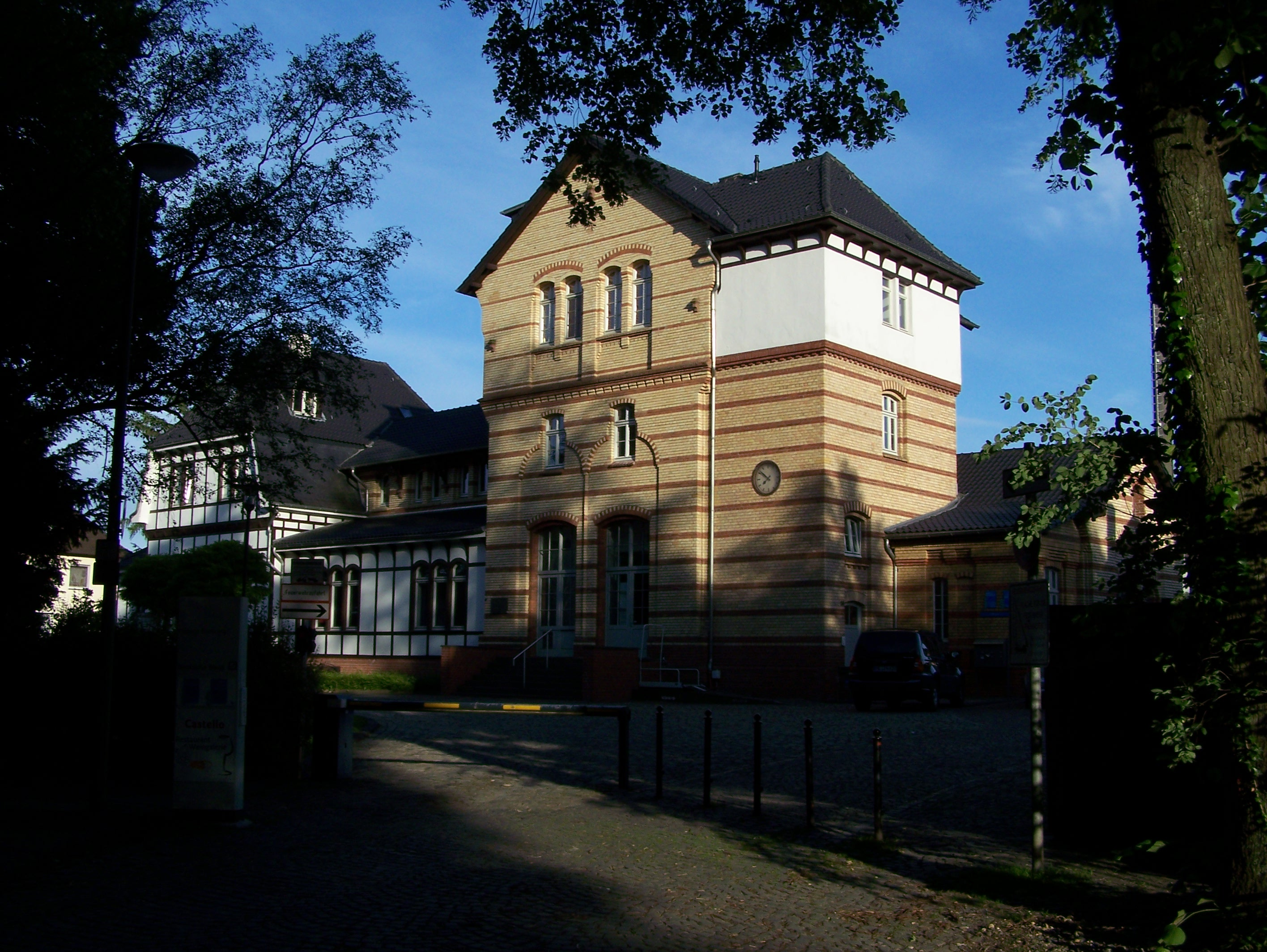
Historisches Bahnhofsgebäude

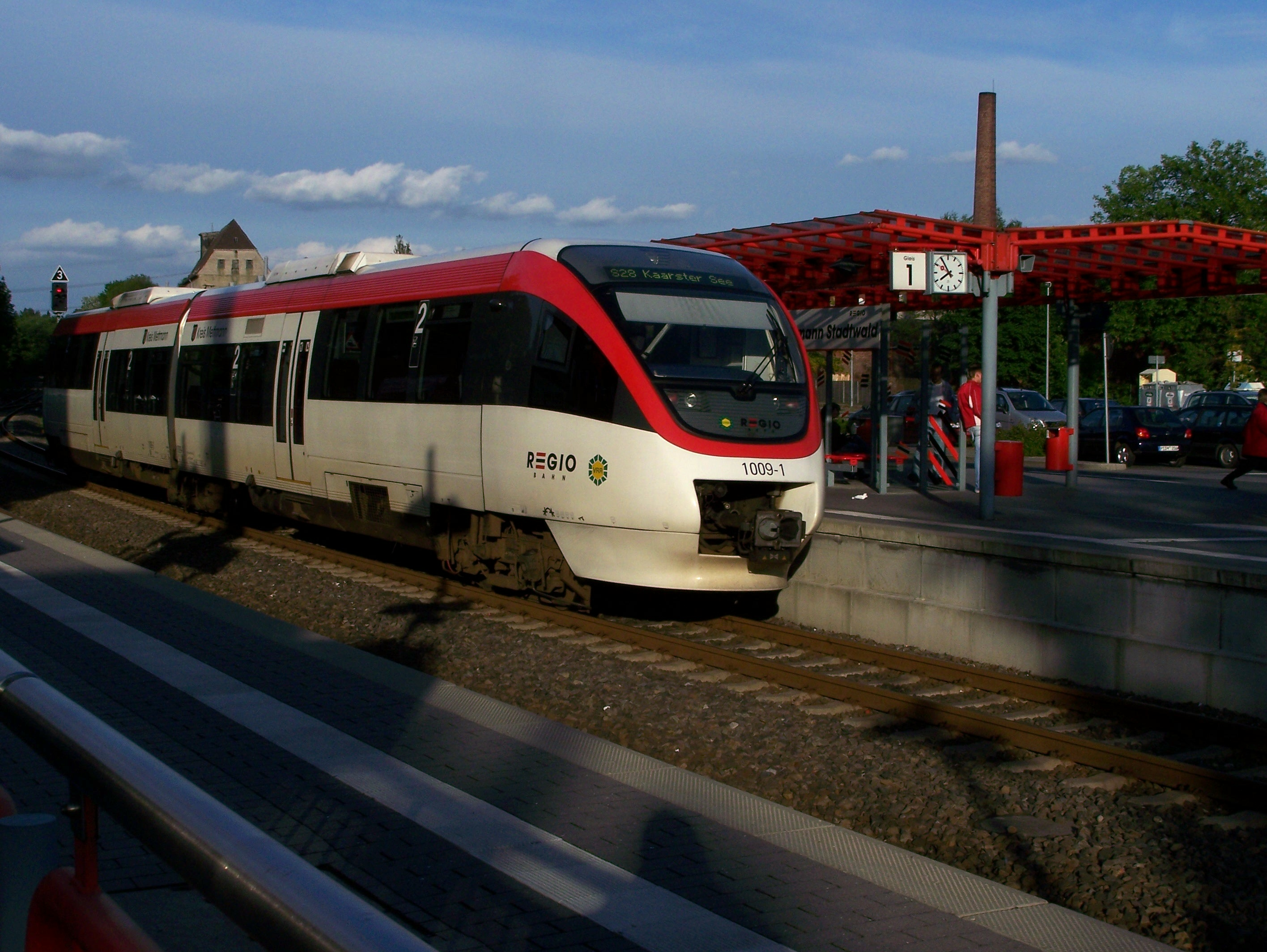
Auf der alten Rheinischen Strecke fährt heute die Regiobahn.

Durch Mettmann führt die Bahnstrecke Düsseldorf-Derendorf–Dortmund Süd. Die von der Regiobahn GmbH betriebene Linie S 28 (Wuppertal–Mettmann–Erkrath–Düsseldorf–Neuss–Kaarst) bedient auf Mettmanner Stadtgebiet drei Stationen: Mettmann Stadtwald, Mettmann Zentrum und Neanderthal. Die Fahrzeit zum Düsseldorfer Hauptbahnhof beträgt etwa 20 Minuten, zum Wuppertaler Hauptbahnhof sind es 15 Minuten. Die Wiederbelebung dieser im 19. Jahrhundert durch die Rheinische Eisenbahn-Gesellschaft gebauten Verbindung wurde maßgeblich vom ehemaligen Stadtrat Paul-Heinz Schuh initiiert. Die Linie wurde bis Dezember 2020 zwischen Mettmann und Wuppertal ausgebaut, seit dem 13. Dezember 2020 ist die Verbindung zwischen Mettmann Stadtwald und Wuppertal Hauptbahnhof in Betrieb.
Zwischen dem 19. Juli 1909 und dem 17. Mai 1952 verkehrten zwischen Mettmann und Wülfrath zudem die Straßenbahnen der Kreis Mettmanner Straßenbahn GmbH.

#### Busverkehr
Von 1930 bis 1952 verkehrte zwischen Mettmann und Gruiten der Fahrdrahtbus Mettmann–Gruiten, der erste neuzeitliche Oberleitungsbus Deutschlands. Er wurde von Gustav Kemmann entwickelt. Kemmann stammte aus Mettmann und suchte die anspruchsvolle Strecke im Bergischen Land als Teststrecke aus.
Der übrige öffentliche Nahverkehr in Mettmann wird heutzutage durch die Rheinbahn mit 13 Buslinien betrieben.

#### Straßenverkehr

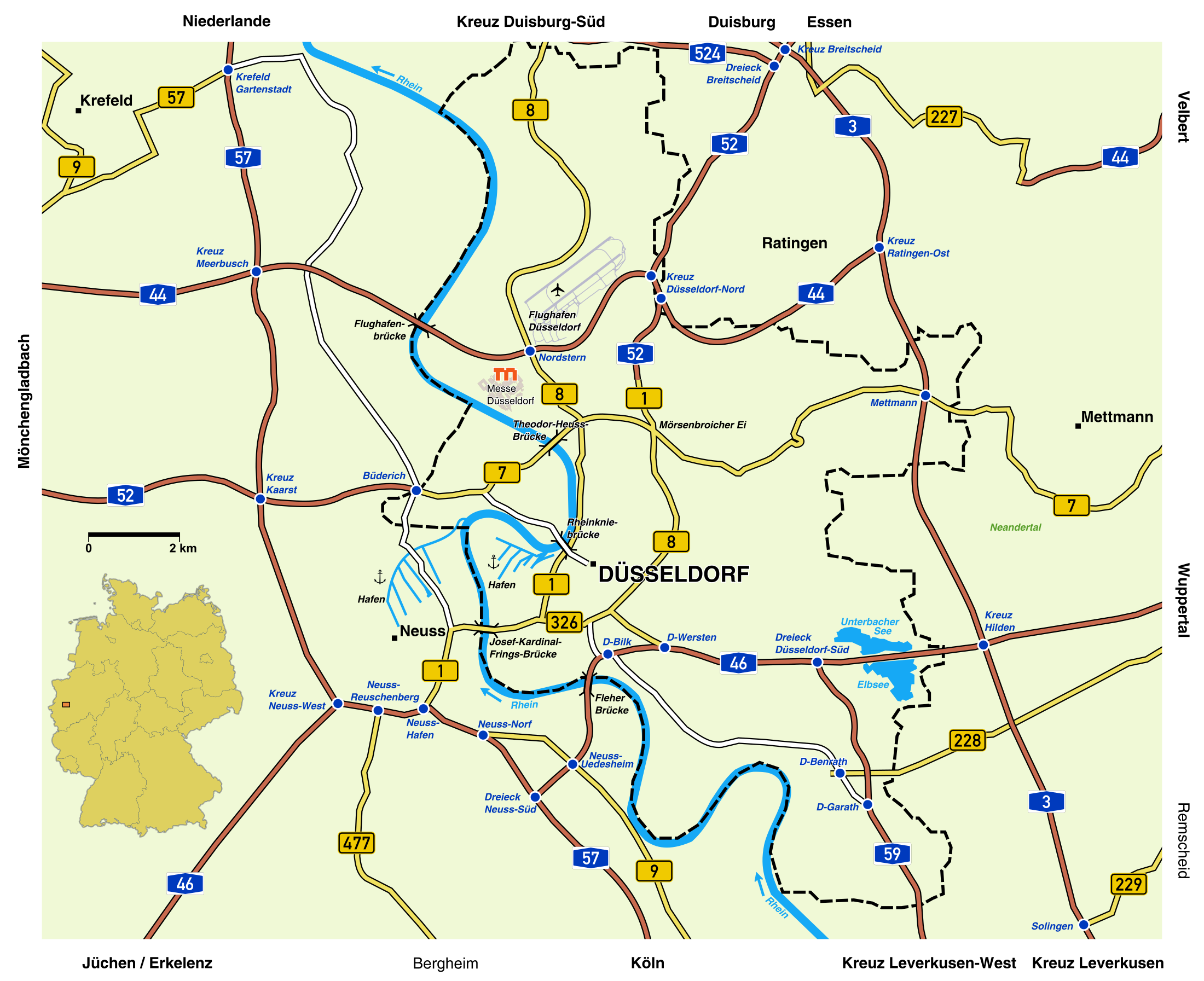
Autobahnnetz im Großraum Düsseldorf, zu dem auch Mettmann gehört

Mit dem Auto ist Mettmann über die A 3 (Anschlussstelle Mettmann), A 535 (Anschlussstelle Wuppertal-Dornap), A 44 (Anschlussstellen Heiligenhaus und Ratingen-Schwarzbach), A 46 (Anschlussstelle Wuppertal-Varresbeck) und die B 7 (aus Richtung Düsseldorf/Wuppertal) erreichbar. Zudem führen die Landesstraßen L 156 (Essen-Kettwig – Mettmann), L 239 (Ratingen-Lintorf – Mettmann), L 357 (Düsseldorf-Gerresheim – Solingen-Gräfrath), L 403 (Wülfrath – Leichlingen), L 422 (Düsseldorf-Kaiserswerth – Wuppertal-Dornap), L 423 (Mettmann – Wuppertal-Vohwinkel) und die L 426 (Velbert – Mettmann-Obschwarzbach) über Mettmanner Stadtgebiet.
In den 1970er Jahren sollte ein geplanter Teilabschnitt der A 31 (damals noch unter dem Planungsnamen A 113) zwischen Bottrop und Bad Neuenahr-Ahrweiler über Mettmanner Stadtgebiet verlaufen. Die Autobahn sollte, von Heiligenhaus kommend, über Obschwarzbach, die Außenbürgerschaft und Obmettmann weiter in Richtung Wuppertal verlaufen. Etwa in Höhe Obmettmann, südlich der Wülfrather Straße, war eine zum Autobahnkreuz ausgebaute Verbindung zur geplanten B 7n vorgesehen, die autobahnähnlich ausgebaut werden sollte. Auf Mettmanner Stadtgebiet waren zudem zwei Autobahnausfahrten und zwei Talbrücken über den Schwarzbach und die Düssel geplant. Das Projekt wurde 1980 verworfen.

#### Flugverkehr
Der Flughafen Düsseldorf ist etwa 20 Kilometer entfernt, die Entfernung zum Flughafen Köln/Bonn beträgt etwa 40 Kilometer. Der Flughafen Dortmund ist rund 50 Kilometer entfernt und der Flughafen Niederrhein in Weeze befindet sich etwa 70 Kilometer nordwestlich von Mettmann.

### Öffentliche Einrichtungen
Mettmann ist Sitz der Kreispolizeibehörde. Im August 2005 wurde das Gebäude am westlichen Ortseingang eröffnet. Seit Januar 2019 wurde an der Willettstraße in Mettmann-West eine neue Kreisleitstelle für Polizei und Feuerwehr gebaut. Sie ist die erste Leitstelle in Nordrhein-Westfalen, die Feuerwehr und Polizei unter einem Dach vereint. Der Bau wurde im Dezember 2020 fertig gestellt und im Oktober 2021 offiziell bezogen.

### Bildung
Die Stadt hält verschiedene Schulformen vor, sowie eine Musikschule, eine Volkshochschule, eine Stadtbibliothek und ein umfangreiches Stadtarchiv. Seit Oktober 2009 ist Mettmann mit der Eröffnung der FHDW (Fachhochschule der Wirtschaft) Hochschulstandort.

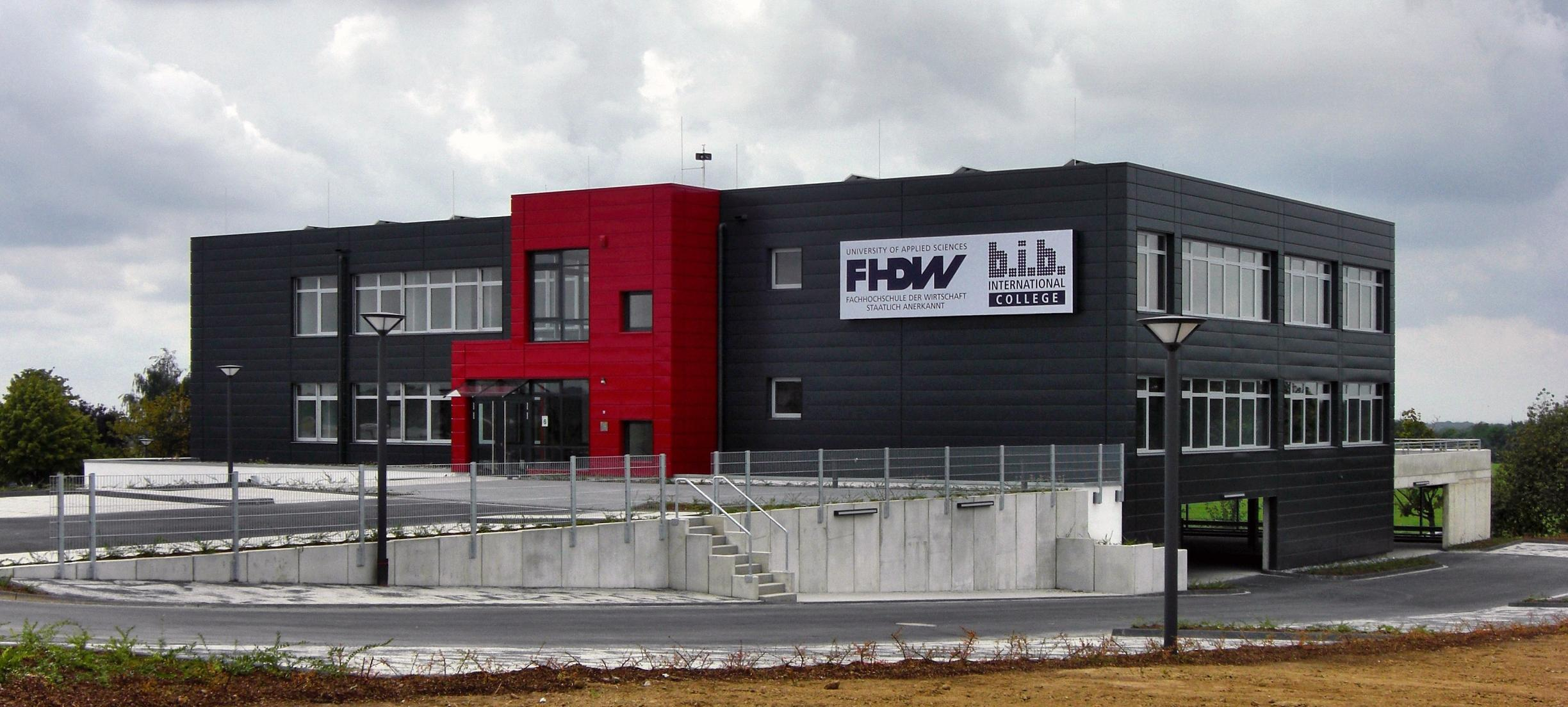
Die fertiggestellte Fachhochschule der Wirtschaft

#### Grundschulen
- Katholische Grundschule Neanderstraße
- Otfried-Preußler-Schule
- Städtische Gemeinschaftsgrundschule „Am Neandertal“
- Städtische Gemeinschaftsgrundschule Herrenhauser Straße
- Astrid-Lindgren-Schule

#### Weiterführende Schulen
- Carl-Fuhlrott-Realschule (seit 2021 auslaufend)
- Gesamtschule Mettmann[63]
- Heinrich-Heine-Gymnasium
- Konrad-Heresbach-Gymnasium
- Berufliches Gymnasium am Berufskolleg Neandertal

#### Förderschulen
- Schule im Neanderland. Förderschwerpunkte „Emotionale und soziale Entwicklung“ und „Sprache“
- Hans-Helmich-Schule. Förderschwerpunkt „Geistige Entwicklung“

#### Berufsschulen
- Berufskolleg Neandertal (Berufliches Gymnasium)
- Schule für kommunale Verwaltung
- Krankenpflegeschule im Evangelischen Krankenhaus Mettmann
- Bildungsakademie für Gesundheits- und Sozialberufe des Kreises Mettmann GmbH

#### Volkshochschule
Volkshochschule Mettmann-Wülfrath

#### Hochschule
Dependance der Fachhochschule der Wirtschaft

### Gesundheitswesen
In Mettmann befindet sich das evangelische Krankenhaus mit 245 Betten. Die Gründung des Hauses geht auf das Jahr 1877 zurück. Von 1908 bis 1981 bestand an der Düsseldorfer Straße zudem ein katholisches Krankenhaus. In dem Gebäude ist heute ein Seniorenheim untergebracht.

## Sport
Ralph Roese wurde in den Jahren 1931 und 1932 Deutscher Motorrad-Straßenmeister in der Klasse bis 1000 cm³. Anschließend wechselte er zum Automobilrennsport und errang 1938 einen beachtenswerten dritten Platz beim 24-Stunden-Rennen von Spa-Francorchamps. 1939 wurde er deutscher Sportwagenmeister in der Klasse bis 1,5 Liter Hubraum. Der dritte Gesamtrang bei der Mille Miglia 1940 gilt als sein international größter Erfolg. Alle Rennen bestritt er als Werks- und Privatfahrer auf Fahrzeugen von BMW.
Der Verein Mettmanner TV spielte von 1969 bis 1974 fünf Jahre lang in der Tischtennis-Bundesliga. 1971/72 wurde er Deutscher Meister.
Der Hockey- und Tennisclub Mettmanner THC (früher THC Mettmann) ist 2011 entstanden aus der Fusion der beiden Clubs THC Mettmann und MTC 80.
Das Hockeyteam spielte in der Oberliga (damals höchste Spielklasse), das Tennisteam in der Regionalliga (damals zweite Liga). Heute spielt die 1. Herren-Mannschaft im Hockey in der 1. Verbandsliga, auf dem Feld wie auch in der Halle. Das Damen-Team spielt in der 2. Verbandsliga. Eine 1. Herren- und 1. Damen-Mannschaft im Tennis existiert zurzeit nicht, dafür aber gibt es eine Vielzahl von Mannschaften in verschiedenen Altersgruppen. Der MTHC verfügt über 12 Außenplätze sowie 4 Hallenplätze. Als Clubhaus dient das erweiterte Clubhaus des früheren MTC 80.
Im Stadtteil Metzkausen ist mit dem TCM 65 (Tennis-Club Metzkausen e. V.) ein weiterer Tennisclub beheimatet. Der TCM ist mit ca. 600 Mitgliedern (Stand 2017) der mitgliederstärkste Tennisverein Mettmanns.

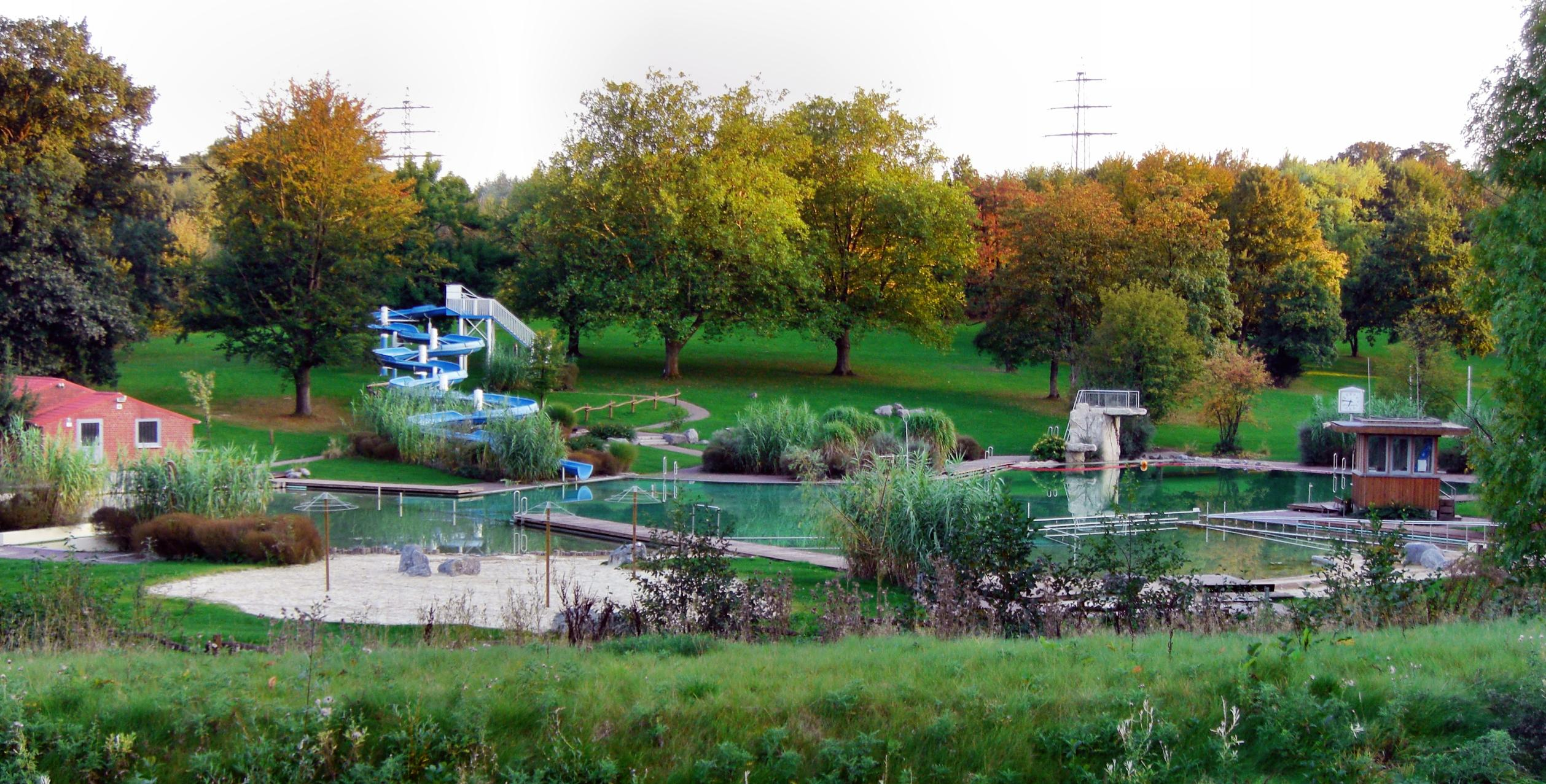
Naturfreibad Mettmann

Der Verein Mettmann-Sport e. V. zählt über 4500 Mitglieder und wurde am 17. Januar 2005 in das Vereinsregister aufgenommen. Er trat die Nachfolge dreier alteingesessener Mettmanner Vereine (MTV, MSC, TSV Metzkausen) an. 2008 löste sich der FC Mettmann 08 von Mettmann-Sport mit dem Ziel, „den Fußball in Mettmann wieder nach vorne zu bringen“ nach einer vereinsinternen Abstimmung. Somit besitzt Mettmann seit 2008 einen reinen Fußballverein.
Im Jahr 2004 wurde das Mettmanner Freibad zu einem Naturfreibad mit Strandbereichen, Strandkörben, Matschspielplatz und Wasserrutsche umgebaut.
Im Jahr 2011 hat die Stadt Mettmann an der Hasseler Straße in Metzkausen bestehende Sportplätze, die für Fußball und Leichtathletik genutzt wurden, zum zentralen Sportzentrum „Am Pfennig“ zusammengefasst. Grund dieser Maßnahme war die Umwidmung des Sportgeländes „Am Stadtwald“ zu einem Wohngebiet. Die Sportanlage des Heinrich-Heine-Gymnasiums wurde saniert, die bestehende Tennisanlage des fusionierten Tennis- und Hockeyclubs erweitert, zwei Fußballspielfelder sowie Trainingsplätze neu angelegt und ein Funktionsgebäude errichtet.
Am 2. Juli 2017 führte die 2. Etappe der Tour de France (Radsport) auf ihrem Weg von Düsseldorf nach Lüttich durch Mettmann.

## Persönlichkeiten

### Ehrenbürger
- Otto Fürst von Bismarck (1815–1898), deutscher Reichskanzler, Ehrenbürger seit 1895[70]
- Henry Theodore von Böttinger (1848–1920), Industrieller und Politiker, Ehrenbürger seit 1904[70]
- Albert Kemmann (1858–1931), Verwaltungsbeamter, Mitglied des Stadtrates, Ehrenbürger seit 1927[70]

### In Mettmann geboren
- Konrad Heresbach (1496–1576), Humanist
- Wolfgang Ernst von Eller (1610–1680), kurbrandenburgischer Generalmajor
- Johann Wilhelm von Eicken (1749–1804), Kaufmann und Tabakfabrikant
- Wilhelm Beckershoff (1806–1873), Kommunalpolitiker, Bauunternehmer, Steinbruchbesitzer und erste Person, die 1856 dem Fund von Knochen, die später als Fossilien des Neandertalers identifiziert wurden, eine naturhistorische Bedeutung zumaß
- Johannes Wichelhaus (1819–1858), evangelischer Theologe
- Heinrich Neviandt (1827–1901), evangelischer Theologe, Mitbegründer des Bundes Freier evangelischer Gemeinden
- Adolph Kirdorf (1845–1923), Montanindustrieller
- Emil Kirdorf (1847–1938), Industrieller
- Gustav Kemmann (1858–1931), Verkehrswissenschaftler
- Maria Gräfin Neidhardt von Gneisenau (1873–1926), Schriftstellerin und Mäzenin
- Otto Heipertz (1884–1954), Politiker und Jurist
- Arthur Ehringhaus (1889–1948), Mineraloge
- Josef Vogt (1897–1947), SS-Sturmbannführer
- Ralph Roese (1900–1950), Motorrad- und Automobilrennfahrer
- Heinrich Christian Siekmeier (1901–1982), Lehrer in Mettmann und Regierungspräsident in Trier; in Luxemburg als Kriegsverbrecher verurteilt
- Artur Dänhardt (1905–1986), NS-Widerstandskämpfer, Hochschullehrer und DDR-Kulturfunktionär
- Kurt Gester (1914–1997), Opernsänger und Ehrenmitglied der Deutschen Oper am Rhein
- Paul Goebels (1918–2000), Politiker, Autor, Bürgermeister von Bad Neustadt an der Saale
- Eberhard Hamer (* 1932), Ökonom, Begründer der Mittelstandsökonomie
- Klaus Lefringhausen (1934–2009), Sozialwissenschaftler und Integrationsbeauftragter
- Peter van Rensen (* 1934), Brigadegeneral des Heeres der Bundeswehr
- Ryke Geerd Hamer (1935–2017), Arzt und Begründer der antisemitisch geprägten „Germanischen Neuen Medizin“
- Eerke Ubbo Hamer (1937–2011), Theologe und Sporthistoriker
- Bernd Hamer (1939–2004), Politiker (CDU), Professor für Rechtswissenschaften
- Ottokar Iven (* 1940), Politiker (CDU), 1994–1999 Bürgermeister von Mettmann
- Peter George (* 1945), Basketballschiedsrichter
- Wolfgang Rott (* 1946), Feldhockeyspieler und Olympiasieger
- Rolf Lieberknecht (* 1947), Bildhauer und Hochschullehrer
- Ina Lenke (* 1948), Politikerin (FDP), 1998–2009 Mitglied des Deutschen Bundestages
- Michael Kausch (* 1949), Schauspieler
- Harald Birkenkamp (* 1950), Politiker (CDU, Bürger-Union Ratingen), 2004–2014 Bürgermeister von Ratingen
- Jochen Leiß (* 1950), Tischtennisspieler, deutscher Meister im Doppel
- Bernd Günther (* 1951), Politiker (CDU), 2009–2015 Bürgermeister von Mettmann
- Harald Klingelhöller (* 1954), Bildhauer, Kunstprofessor
- Axel Ludwig (* 1955), Synchron-, Hörbuch- und Off-Sprecher
- Wolfgang Reuter (* 1955), katholischer Theologe
- Thomas Risse (* 1955), Politikwissenschaftler, Professor am Otto-Suhr-Institut Berlin
- Frank Jansen (* 1959), Journalist und Publizist
- Silke Schmidt (* 1959), Literaturübersetzerin und Leichtathletin
- Matthias Wuttig (* 1960), Physiker, Professor an der RWTH Aachen
- Kristina Bach (* 1962), Schlagersängerin
- Christiane Brinkmann (* 1962), Leichtathletin
- Thomas Classen (* 1962), Boxer
- Helge Hesse (* 1963), Drehbuchautor, Filmregisseur und Schriftsteller
- Kai Blasberg (* 1965), Medienmanager und Geschäftsführer des privaten Fernsehsenders Tele 5
- Guido Sprenger (* 1967), Ethnologe
- Silke Hamacher (* 1968), Duathletin und Triathletin
- Heidi Hein-Kircher (* 1969), Historikerin und Hochschullehrerin
- Stefan Kooths (* 1969), Ökonom und Hochschullehrer
- Sten Kuth (* 1969), Choreograph und Entertainer
- Andreas Bunte (* 1970), Filmemacher und Installationskünstler
- Eiko Rott (* 1970), Hockey-Nationalspieler
- Marc Bunse, geb. Ratajczak (* 1973), Politiker (CDU), 2005–2012 Mitglied des Landtags Nordrhein-Westfalen
- Anke Lucks (* 1974), Jazzmusikerin
- Frank Bräutigam (* 1975), Jurist, Fernsehjournalist und Moderator
- Dan Maag (* 1975), Filmproduzent (Der Rote Baron)
- Daniel Vogel (* 1975), Pianist
- Sebastian Büttner (* 1976), Drehbuchautor und Journalist
- Alexander Stecher (* 1977), Gitarrist der Band Atemlos
- Mitja Zastrow (* 1977), Schwimmer und Schwimmtrainer
- Elvir Omerbegovic (* 1979), Unternehmer, Gründer des Hip-Hop-Labels Selfmade Records
- Rainer Matheisen (* 1980), Politiker (FDP), seit 2017 Mitglied des Landtags Nordrhein-Westfalen
- Marcel Siem (* 1980), Profigolfer
- Carsten Polanz (* 1982), evangelischer Theologe, Islamwissenschaftler und Hochschullehrer
- Felix Hörisch (* 1983), Politikwissenschaftler und Professor für Sozialwissenschaften, Sozial- und Bildungspolitik
- Ania Niedieck (* 1983), Schauspielerin
- Ina Besche-Krastl (* 1986), Politikerin (Bündnis 90/Die Grünen)
- Leonie Menzel (* 1999), Ruderin
- Lea Lin Teutenberg (* 1999), Radsportlerin
- Franziska Koch (* 2000), Radrennfahrerin
- Moritz Plescher (* 2000), Basketballspieler
- Tim Torn Teutenberg (* 2002), Radsportler

### Mit Mettmann verbunden
- Johann von Ghogreff (1499–1554), Kanzler von Jülich-Kleve-Berg
- Johann Abraham Küpper (1779–1850), evangelischer Theologe und Pädagoge
- Christian Bacciocco (1799–1862), Politiker, 1839–1844 Bürgermeister von Mettmann
- Heinrich von Rosenthal (1808–1865), Politiker, 1844–1865 Bürgermeister von Mettmann
- Julius Löwen (1822–1907), Kirchenliederdichter und Fabrikant
- Ernst Vowinckel (1828–1904), Politiker (Deutsche Reichspartei), Mitglied des Reichstags
- Ludolf von Estorff (1838–1912), Verwaltungsjurist, 1877–1883 Landrat in Mettmann
- Henry Theodore von Böttinger (1848–1920), Industrieller und Politiker, Mitglied des Preußischen Herrenhauses
- Friedrich Habermas (1860–1911), evangelischer Theologe, Großvater von Jürgen Habermas
- Karl-Heinz Clasen (1893–1979), Kunsthistoriker
- Friedrich Karl Florian (1894–1975), Politiker (NSDAP), Mitglied des Reichstags
- Renz Waller (1895–1979), Kunstmaler und Falkner
- Heinrich Emmendörfer (1896–1986), Philosoph und Verbandsfunktionär
- Denis Boniver (1897–1961), Architekt und Hochschullehrer
- Hermann Middendorf (1897–1981), Landrat der Kreise Wittlich und Bernkastel
- Wolfgang Müller (1901–1986), Offizier und Widerstandskämpfer
- Karl Schulz (1902–1984), SS-Hauptsturmführer
- Rudolf Baisch (1903–1990), Bildhauer, Lyriker und Maler
- Johannes Flintrop (1904–1942), römisch-katholischer Priester und NS-Opfer
- Karl Theodor Schmitz (1905–1969), Politiker (CDU), Mitglied des Berliner Abgeordnetenhauses
- Peter Berns (1907–1941), Politiker (NSDAP), Mitglied des Reichstags
- Werner Vogel (1907–1992), Politiker (Die Grünen)
- Toni Turek (1919–1984), ehemaliger deutscher Nationaltorwart und Weltmeister von 1954 (ist in Mettmann begraben)
- Karl-Heinz Lünenstraß (1919–1963), Politiker, 1956–1961 Bürgermeister
- Antonius van der Pas (1920–2008), niederländischer Künstler
- Friedrich-Wilhelm Siebeke (1922–2013), Rechtsanwalt, Bundesparteirichter der CDU
- Helmut Käufer (1924–2014), Physiker und Kunststofftechniker
- Ingrid Siebeke (1924–2018), Politikerin (CDU), 1975–1994 Bürgermeisterin von Mettmann
- Eberhard von Brauchitsch (1926–2010), Manager, Rechtsanwalt, Geschäftsführer der Flick KG
- Peter Kolmsee (1926–2017), Militärhistoriker
- Friedhelm Püttmann (1926–1994), Hochschullehrer und Ministerialrat
- Wolfgang Pitsch (1927–2019), deutscher Metallurge
- Friedrich Karl Fromme (1930–2007), Journalist
- Jürgen Fangmeier (1931–2013), evangelischer Theologe
- Peter Hölz (* 1937), ehemaliger Erster Beigeordneter und Stadtkämmerer von Mettmann
- Peter Hübner (1938–2020), Tischtennisspieler
- Peter Dietmar Neumann (* 1939), Physiker und Materialwissenschaftler
- Rudolf Tillmann (1941–2021), Wirtschaftsjurist und Heimatforscher
- Hans-Jörg Offergeld (* 1942), Tischtennisspieler
- Nortrud Boge-Erli (* 1943), Kinderbuchautorin
- Irmhild Droese (* 1943), Künstlerin
- Dietrich Pannier (* 1945), Jurist und Bibliothekar
- Hermann Spix (* 1946), Schriftsteller
- Rainer Wörlen (1946–2009), Jurist und Hochschullehrer
- Ingeborg Spoerhase-Eisel (* 1947), Politikerin (CDU), 1999–2004 Justizministerin des Saarlandes
- Rolf Jäger (* 1949), Tischtennisspieler
- Bodo Nowodworski (* 1949), Politiker, 1999–2009 Bürgermeister von Mettmann
- Felix Droese (* 1950), Künstler
- Judith Frege (* 1953), Balletttänzerin
- Jens Prüss (* 1954), Autor und Journalist
- Ursula Schnelting-Hebeler (* 1954), Politikerin (Bündnis 90/Die Grünen)
- Jan Söffing (* 1954), Politiker (FDP)
- Christiane Theobald (* 1956) Ballett-Dramaturgin und Kulturmanagerin
- Lioba Theis (* 1957), Kunsthistorikerin
- Christoph Kirschbaum (* 1958), Gitarrist und Komponist
- Thomas Dinkelmann (* 1959), Politiker, 2015–2020 Bürgermeister von Mettmann
- Michael Frege (* 1959), Rechtsanwalt und Insolvenzverwalter
- Rafael Ramírez (* 1959), peruanischer Maler
- Johan Zagers (* 1960), belgischer Dressurreiter und -trainer
- Claudia van Koolwijk (1961–2023), Fotografin
- Martin von Mauschwitz (* 1961), TV-Moderator
- Campino (Andreas Frege) (* 1962), Sänger, Songwriter der Band Die Toten Hosen
- Andreas Meurer („Andi“) (* 1962), Musiker, Bassist der Band Die Toten Hosen
- Barbara Richartz (* 1962), Kardiologin
- Ralf Koerrenz (* 1963), Pädagoge, evangelischer Theologe, Hochschullehrer
- Martin Langner (* 1965), Autor, bekannt unter dem Pseudonym Thariot
- Birgit Plescher (* 1966), Basketballspielerin
- Christian Bach (* 1977), Regisseur und Drehbuchautor
- Jan Fitschen (* 1977), Langstreckenläufer, Europameister von 2006
- David Finck (* 1978), Schriftsteller, Ehemann von Juli Zeh
- Martin Kaymer (* 1984), Profigolfer, hat 2014 als erster Deutscher die US-Open gewonnen
- Jan Artmann (* 1991), Handballspieler
- Nils Artmann (* 1991), Handballspieler